# 크리스토퍼 페어뱅크
크리스토퍼 페어뱅크(Christopher Fairbank, 1953년 10월 4일 ~ )는 잉글랜드의 배우이다.

## 출연 작품
- 제5원소 - 맥틸버러 교수 역
- 허큘리스 - 그리자 역
- 빠삐용 - 장 캐스틸리 역